# Sverre Andreas Jakobsson
Sverre Andreas Jakobsson (Oslo, 8 de fevereiro de 1977) é um handebolista profissional islandês, medalhista olímpico.
Sverre Andreas Jakobsson fez parte do elenco da inédita medalha de prata, em Pequim 2008.